# George Douglas Ramsay
Pour les articles homonymes, voir George Ramsay (homonymie) et Ramsay.
George Douglas Ramsay est un général de brigade américain. Il est né le 21 février 1802 à Dumfries, en Virginie, et est décédé le 23 mai 1882 à Washington. Il est le fils d'Andrew et de Catherine Graham. Il est veuf en premières noces de Frances Whetcroft et époux, en secondes noces, de Eliza Rae. Il est inhumé au Oak Hill Cemetery de Washington.

## Avant la guerre
Il sort diplômé de West Point en 1820 et entre dans l'armée le 1er juillet 1820 comme second lieutenant dans l'artillerie. À la suite de la réorganisation de l'armée en 1821, il est transféré au 1er régiment d'artillerie et sert en garnison en Nouvelle-Angleterre dans un bureau de topographie avant de s'installer à fort Monroe avec le grade de premier lieutenant jusqu'en 1828 où il est promu adjudant et intègre le quartier général du 1er régiment d'artillerie avant d'être muté à l'arsenal de Washington en 1833 comme assistant d'officier d'artillerie. Promu capitaine, il commande plusieurs arsenaux (New York, Washington, Frankford et Augusta).
Lorsqu'il commande l'arsenal de Frankford, à la suite de la mise à sac de l'arsenal d'Harrisburg par la foule, il demande à augmenter la garnison de son arsenal. Bien qu'il essuie un refus de la part du corps de l'Artillerie, il est autorisé à avoir recours à des gardes privés.
Il est officier d'artillerie à Corpus Christi et Point Isabel lors de l'occupation militaire du Texas, et commande l'artillerie du major-général Taylor lors de la bataille de Monterrey qui se déroule du 21 au 23 septembre 1846 au cours de laquelle il est nommé major pour conduite courageuse. Après la guerre américano-mexicaine, il retrouve le commandement de plusieurs arsenaux Frankford, Fort Monroe, Saint Louis et Washington).

## Guerre de Sécession
Lors de la guerre de Sécession qu'il commence avec le grade de lieutenant-colonel d'artillerie, il reste à Washington où il est responsable du bureau d'artillerie de l'armée régulière des États-Unis et est nommé général de brigade le 15 septembre 1863.
Atteint par la limite d'âge, il prend sa retraite du service actif le 12 septembre 1864 mais devient inspecteur des arsenaux et membre du jury d'examen des officiers d'artillerie.

## Après la guerre
Promu major-général de l'armée régulière des États-Unis pour longs et fidèles services le 13 mars 1865, il commande, de nouveau, l'arsenal de Washington de 1866 à 1870. Il décède à Washington D.C. et est enterré dans le cimetière d'Oak Hill à Georgetown.

## Sources
- "Cullum's Register", Volume I, p° 257 à 260
- "Encyclopedia of Virginia Biography" par Lyon Gardiner Tyler (1915), volume III, p° 138
- "The Twentieth Century Biographical Dictionary of Notables Americans" par Rossiter Johnson et  John Howard Brown (1904)